# فريد غازي
فريد غازي، من مواليد 16 مارس 1974 في قالمة في الجزائر، لاعب كرة قدم جزائري.
بدأ مسيرته الكروية مع نادي اتحاد الشاوية في عام 1993حيث حصد أول بطولة جزائرية له وعمره لا يتجاوز 18 سنة، وقضى مع النادي الشاوي 4 سنوات حتى عام 1997، وفي عام 1997 انتقل إلى نادي شبيبة القبائل، ولعب معهم حتى عام 1999، وفي عام 2000 انتقل إلى نادي تروا الفرنسي، ولعب معهم حتى عام 2003، وفي عام 2003 انتقل إلى ترجي قالمة، وفي موسم 2004/2005 لعب مع نادي شبيبة بجاية، وفي عام 2005 لعب مع ترجي قالمة، ومنذ عام 2006 وهو يلعب مع نادي هلسنكي الفنلندي.
و قد لعب مع منتخب الجزائر لكرة القدم منذ عام 1999.

## روابط خارجية
- فريد غازي على موقع رابطة كرة القدم الفرنسية للمحترفين (الإنجليزية)
- فريد غازي على موقع قاعدة بيانات كرة القدم.إي يو (الإنجليزية)
- فريد غازي على موقع ناشيونال فوتبول تيمز (الإنجليزية)
- فريد غازي على موقع كووورة